# Elvis at Bay
Elvis At Bay – album koncertowy Elvisa Presleya, składający się z utworów nagranych w St. Petersburgu na Florydzie 3 września 1976 r. Presley miał na sobie White Egyptian Bird suit. Album został wydany w 2011 roku.  

## Lista utworów
1. "2001"
2. "See See Rider"
3. "I Got a Woman – Amen"
4. "Love Me"
5. "If You Love Me"
6. "You Gave Me a Mountain"
7. "And I Love You So"
8. "Jailhouse Rock"
9. "Help Me"
10. "All Shook Up"
11. "Teddy Bear – Don’t Be Cruel"
12. "America the Beautiful" + reprise
13. "Polk Salad Annie"
14. "Band Introductions"
15. "Early Morning Rain"
16. "What’d I Say"
17. "Johnny B. Goode"
18. "Drum Solo" (Ronnie Tutt)
19. "Bass Solo" (Jerry Scheff)
20. "Piano Solo" (Tony Brown)
21. "Electric Piano and Clavinet Solo" (David Briggs)
22. "Love Letters"
23. "School Days"
24. "Hurt"
25. "Hound Dog"
26. "Funny How Time Slips Away"
27. "Mystery Train - Tiger Man"
28. "Can’t Help Falling in Love"
29. "Closing Vamp"